# Julie Kjær Larsen
Julie Kjær Larsen, née le 17 avril 1994 à Holstebro, est une handballeuse internationale danoise qui évolue au poste d'ailière gauche.

## Biographie
À l'été 2014, elle participe au championnat du monde junior avec l'équipe du Danemark de handball qu'elle termine à la troisième place. Elle est nommée dans l'équipe-type du tournoi en tant que meilleure ailière gauche.

## Palmarès

### En club
compétitions internationales
- vainqueur de la coupe EHF  en 2013[5] (avec Team Tvis Holstebro)

### En sélection
autres
- troisième du championnat du monde junior en 2014[6]
- vainqueur du championnat du monde jeunes en 2012[7]
- finaliste du championnat d'Europe jeunes en 2011[8]